# Avibras Falcão
El Avibras Falcão es un vehículo aéreo no tripulado (UAV) brasileño diseñado para misiones de reconocimiento, adquisición de objetivos, apoyo para la dirección de disparo, evaluación de daños y vigilancia terrestre y marítima. Su diseño es el resultado del trabajo de varios ingenieros, técnicos y diseñadores liderados por el Ing. Alessandro L. Branco, Gerente Técnico de UAV y Sistemas Aeronáuticos en Avibras. El Falcão tiene una autonomía de más de 16 horas y una capacidad de carga útil de 150 kg (330 lb), y está configurado para llevar un sensor electroóptico y un radar con un alcance de 1.500 km.